# Ơ

Ilustrace

Ơ (minuskule ơ) je písmeno latinky používané ve vietnamštině. Patří mezi 12 samohlásek tohoto jazyka. Vyslovuje se jako nezaokrouhlené o (rty nevysunují dopředu do zaokrouhleného tvaru, IPA /ɤ/). Protože vietnamština je tónový jazyk, má toto písmeno pět tónových variant:
- Ờ ờ

- Ớ ớ

- Ở ở

- Ỡ ỡ

- Ợ ợ“